# 反艺术

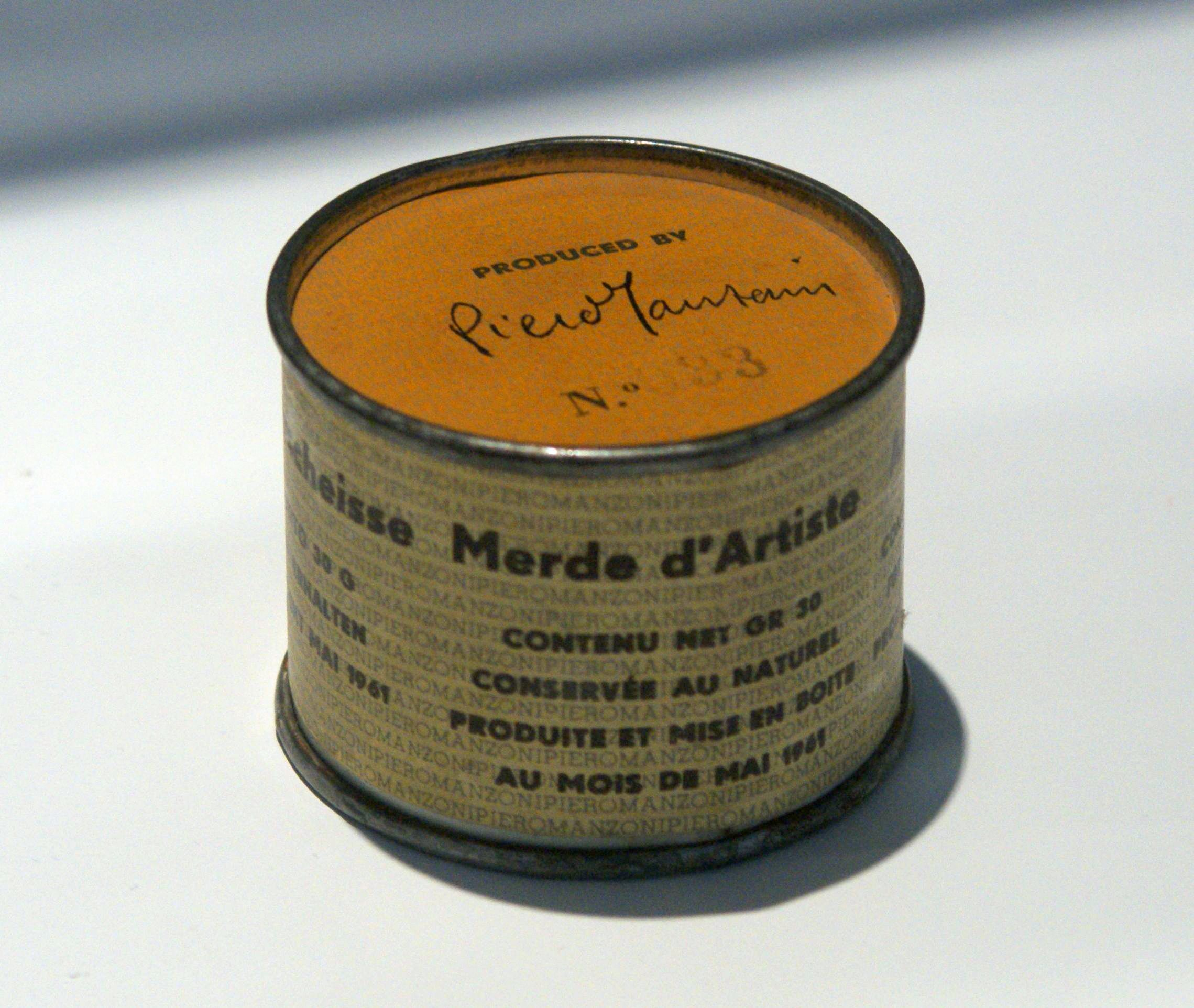
1961年由意大利艺术家皮耶罗·曼佐尼创作的艺术品《艺术家之粪》。它由90个罐头组成, 据说每个罐头里装满了30克粪便。他的一位朋友恩里科·巴伊说这些罐头是“对艺术界、艺术家和艺术批评的挑衅行为”。

反艺术（英語：anti-art）是一个宽泛的术语，用来指各种拒绝艺术定义或更一般地质疑艺术本身的概念和想法。反艺术在某种程度上是自相矛盾的，因为其倾向于从艺术的角度进行这种质疑和拒绝。这一概念与达达主义有关，通常认为是马塞尔·杜尚于1914年左右最早使用的，当时他正开始制作其现成物艺术。反艺术一开始用来形容革命性的艺术形式，后来则被1960年代的概念艺术家们用来描述那些声称完全退出艺术创作、不再出售作品的人的作品。
反艺术的表达可能采用传统形式、符合普遍的艺术品定义标准，也可能不采用传统形式或不符合普遍艺术标准。反艺术作品可能表示完全反对使用传统标准来判断什么是艺术、什么不是艺术，或者只将批评集中在传统艺术标准的某些方面，例如艺术市场或高雅艺术。一些反艺术作品可能反对艺术中的个人主义，而另一些可能拒绝艺术的“普遍性”。此外，某些形式的反艺术完全不承认艺术，或拒绝承认艺术是一个单独的领域或专业。反艺术作品也可能因为认为艺术压迫一部分人群而反对艺术。 
反艺术的艺术作品可能反对把艺术与生活分离的普遍看法，或者提出“艺术”是否真正存在的问题。“反艺术”被认为是一个“自相矛盾的新词”，因为它与艺术的明显对立其实与20世纪艺术或“现代艺术”的主要内容一致，特别是那些有意识地试图超越传统的艺术运动。然而，反艺术本身并不是一场艺术运动。它延续的时间就可以说明这一点，它比通常的艺术运动跨越更长的时间。不过，有一些艺术运动确实被贴上了“反艺术”的标签。达达主义就通常被认为是第一个反艺术运动；据说“反艺术”一词本身是由达达主义者马塞尔·杜尚在1914年左右创造的，他的现成物被认为是反艺术物品的早期实例。 狄奥多·阿多诺在其1970年《美学理论》（Aesthetic Theory）一书中指出“……即使废除艺术也是对艺术的尊重，因为它认真对待艺术所宣称的真相”。
反艺术已被艺术界普遍接受为艺术，尽管有些人仍然拒绝将杜尚的现成品视为艺术，例如“反反艺术”（anti-anti-art）的反概念主义艺术家。

## 形式

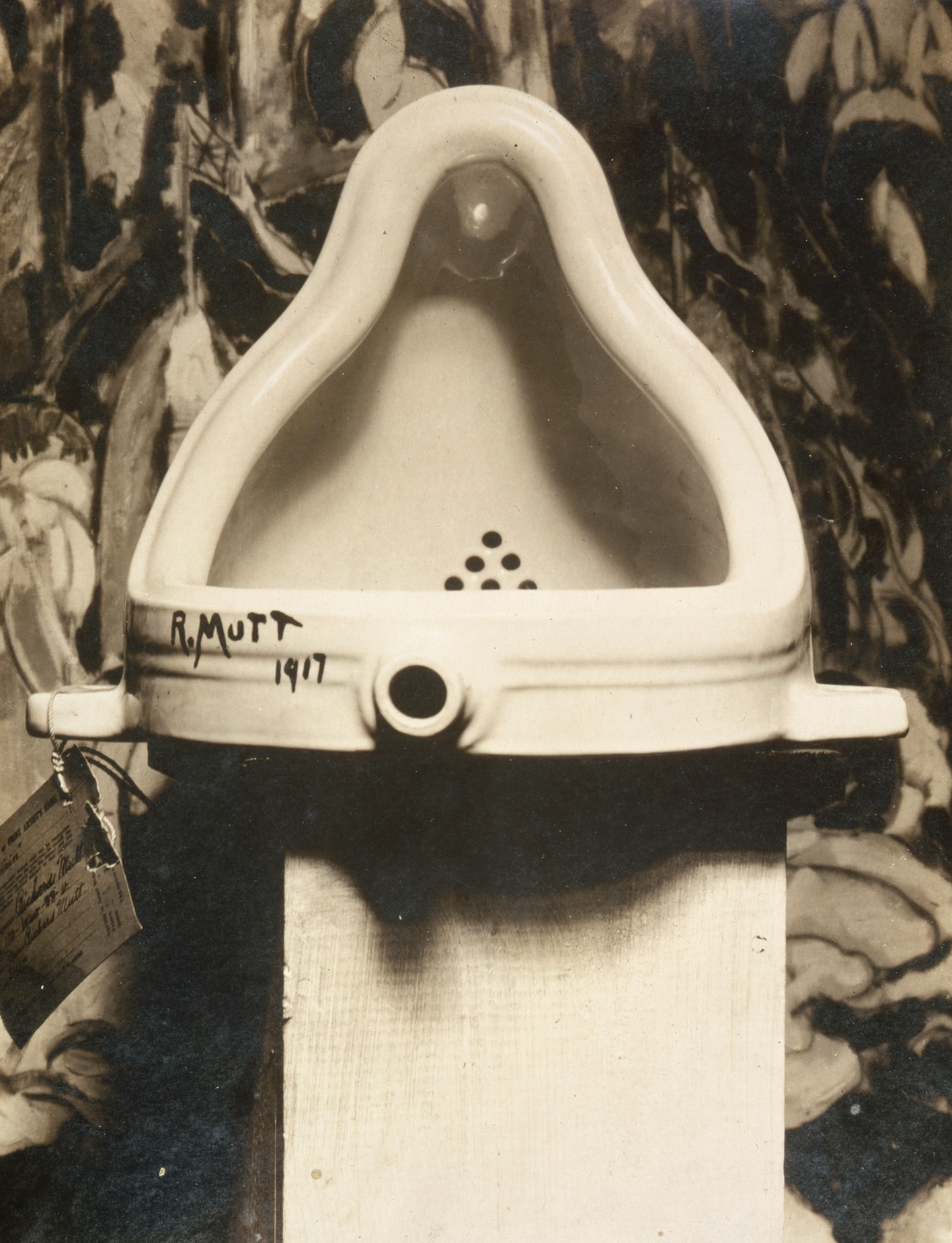
马塞尔·杜尚的作品《喷泉》（1917年），由阿尔弗雷德·斯蒂格利茨拍摄。

反艺术可以采取艺术形式，也可以不采取艺术形式。有人认为，反艺术并不必须采用艺术的形式以展现其反艺术功能。不过这一点存在争议。一些作为艺术的反艺术形式试图通过扩展艺术边界来揭示艺术的传统局限。
一些反艺术的例子是对艺术基本构成要素的简化，包括单色画、空画框、沉默音乐和随机艺术。反艺术也经常利用高度创新的材料和技术，包括视觉艺术中从未使用过的元素。这一类型的反艺术可以是现成物艺术、异轨艺术、融合绘画、挪用、偶发艺术、行为艺术和身体艺术等。
反艺术可能涉及对艺术创作的完全舍弃。这可以通过艺术罢工或者革命行动主义来实现。反艺术的目的可能是淡化个人创造力的影响，比如使用现成物。还可以在艺术创作中使用工业生产过程以进一步减少个人创造力的介入。反艺术家也会通过匿名创作作品来淡化个人因素。他们可能会拒绝展示他们的作品，或者拒绝公众承认。反艺术家可能会选择集体工作，以减少对个体身份的强调，比如偶发艺术。“超时间”（supertemporal）艺术品有时就是这种情况，这些艺术品被设计成是暂时的。反艺术家有时还会破坏他们自己的艺术作品。一些反艺术家创作的艺术品是故意创造出来的用来销毁的，例如自毁艺术。
安德烈·马尔罗发展了一种与上述完全不同的反艺术概念。对于马尔罗来说，反艺术始于19世纪的“沙龙”（Salon）或“学院派”（Academic）艺术，它拒绝了艺术的基本启图，转而支持半摄影的幻觉（通常经过美化）。谈到学院派绘画，马尔罗写道：“所有真正的画家，所有认为绘画有价值的人，都对这些画作感到恶心，比如《一位伟大的外科医生手术时的肖像》之类的画作。因为他们在其中看到的不是一种绘画形式，而是对绘画的否定。”对于马尔罗来说，反艺术仍然与我们同在，尽管现在有着不同的形式。它的后代是商业电影和电视、流行音乐和小说。马尔罗写道，“沙龙艺术已被排除在绘画之外，但它仍在其他地方有着至高无上的地位”。 